# 加古川市立氷丘小学校
加古川市立氷丘小学校（かこがわしりつ ひおかしょうがっこう）は、兵庫県加古川市加古川町にある市立小学校である。

## 沿革

### 経緯
加古川市立氷丘小学校は、1907年に創設された。

### 年表
- 1907年4月1日 -  加古川尋常小学校裏校舎を借用して氷丘村立氷丘尋常小学校が創立される
- 1908年2月 -  現在の位置に開校
- 1912年4月 -  氷丘尋常高等小学校と改称
- 1941年4月 -  氷丘国民学校と改称
- 1947年4月 -  加古川町立氷丘小学校と改称
- 1950年6月15日 -  加古川市立氷丘小学校と改称
- 1962年4月 -  障害児学級開設
- 1968年2月 -  創立記念日を2月12日に定める
- 1969年10月 -  健康教育研究発表会
- 1969年12月 -  県・特殊教育研究発表会
- 1971年11月 -  学校教育賞受賞 (主体性に培う新しい健康教育)
- 1978年4月 -  児童数が1919名に達する
- 1979年4月 -  加古川市立氷丘南小学校を分離
- 1986年10月 -  県市指定 養護・訓練研究発表会
- 1995年10月 -  東播磨地区学校保健・学校安全講習会
- 1998年11月 -  東播磨地区小学校国語教育研究会

## 学校教育目標
人間性豊かな氷丘っ子の育成
「自ら学び辛抱強く努力する心豊かな子」

## 学校行事
| - 4月 始業式、入学式 - 5月 運動会 - 6月 | - 7月 終業式 - 8月 - 9月 始業式 | - 10月 自然学校・修学旅行 - 11月 音楽学習発表会 - 12月 終業式 | - 1月 始業式 - 2月 - 3月 卒業式、修了式 |

## 通学区域
- 加古川市
  - 加古川町の一部[1]

## 進学先中学校
- 加古川市立氷丘中学校

## 交通
- JR西日本山陽本線加古川駅より徒歩16分

## 著名な出身者
- 大路恵美（女優）
- 大辻理紀（大相撲力士）

## 通学区域が隣接している学校
- 加古川市立氷丘南小学校
- 加古川市立野口小学校
- 加古川市立野口北小学校
- 加古川市立神野小学校
- 加古川市立義務教育学校両荘みらい学園
- 加古川市立東神吉小学校
- 加古川市立東神吉南小学校